# Eugenio Calò
Eugenio Calò (Pisa, 2 luglio 1906 – San Polo di Arezzo, 14 luglio 1944) è stato un partigiano italiano.

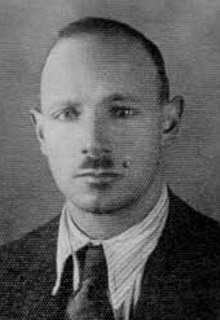
Eugenio Calò

Ebreo, fu vice comandante della 23ª Brigata Garibaldi "Pio Borri" sui monti del Casentino.
Dimostrò umanità nei confronti dei prigionieri tedeschi catturati dai partigiani, dopo di che fu ucciso dai soldati dell'esercito tedesco. Ha ricevuto postuma la Medaglia d'oro al valor militare alla memoria.

## Biografia

### Infanzia e gioventù
Eugenio Calò nacque a Pisa, nel 1906, da un'antica famiglia di ebrei italiani e lui stesso fu padre di una famiglia ebraica residente ad Arezzo.

### Ebreo durante la seconda guerra mondiale
Durante la seconda guerra mondiale Eugenio perse la sua officina e la sua casa; infine tutta la sua famiglia, composta dalla moglie, Carolina Lombroso, e dai figli Elena, Renzo ed Alberto, fu arrestata perché ebrea. Quando Eugenio seppe che la sua famiglia era nelle carceri fiorentine delle Murate, cercò di organizzarne la liberazione, ma invano: nel maggio 1944 furono tutti deportati ad Auschwitz, dove morirono.
Carolina, incinta, partorì il suo quarto figlio nel treno.

### Partigiano
Due mesi dopo Eugenio ed i suoi compagni partigiani catturarono un gruppo di una trentina di soldati tedeschi e fascisti e fu Eugenio che, con l'autorità di comandante, si oppose al processo sommario e all'uccisione dei prigionieri tedeschi.
Insieme ai compagni, tra i quali Angelo Ricapito e Luigi Valentini, consegnò il 3 luglio 1944 i prigionieri, che avevano portato dal campo di concentramento a Marzana al Comando Alleato a Cortona, di là dal fronte, ben sapendo che, se fossero stati intercettati, loro e chiunque li avesse aiutati sarebbero stati uccisi.
Dopo l'entrata a Cortona del 56th Reconnaissance Regiment (78th British Division) il 3 luglio, seguito dalle truppe della 6th British Armoured Division dell'8ª Armata Britannica, e la consegna dei prigionieri, Eugenio ed Angelo si trasferirono insieme al 2º distaccamento "Favalto" della Brigata "Pio Borri", di cui Ricapito era comandante, nelle montagne vicino ad Arezzo tra il passo dello Scopetone e il passo della Libbia, dove impegnarono i tedeschi in almeno due battaglie, durante le quali alcuni tedeschi furono uccisi.
Il 14 luglio furono catturati, insieme a dei civili, al Molin dei Falchi, dove si erano accampati per la notte insieme ad un gruppo di prigionieri tedeschi e ad altri partigiani. Un prigioniero tedesco era riuscito a fuggire e ad avvisare l'esercito e i collaborazionisti fascisti. Fu una dura battaglia e molti partigiani morirono; i superstiti ed i civili furono trasferiti al villaggio di San Polo per essere interrogati e poi uccisi.

### La memoria
Ancor oggi la strage di San Polo è ricordata ogni anno il 14 luglio, come la liberazione di Arezzo, avvenuta il 16 luglio del 1944. Ai nomi dei partigiani sono dedicate strade a Firenze e ad Arezzo ed una scuola a Quarata porta il nome di Eugenio Calò.